# Jessica Steiner

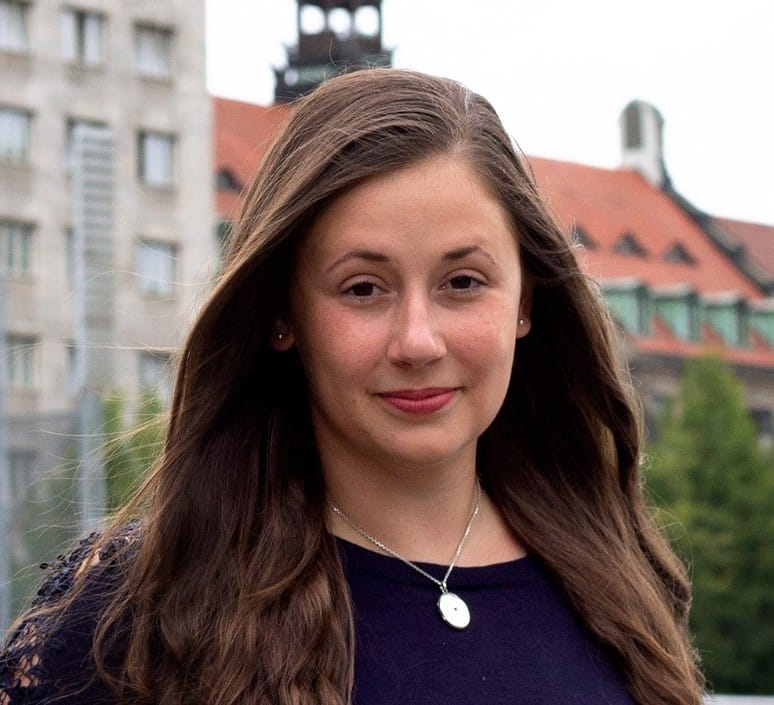
Jessica Steiner (2021)

Jessica Steiner (* 1990 in Zwenkau als Jessica Heller) ist eine deutsche Politikerin (CDU). Die Gesundheits- und Krankenpflegerin ist seit 2022 Mitglied des CDU-Bundesvorstands sowie seit 2024 Mitglied des Sächsischen Landtags. Von 2014 bis 2025 war sie zudem Stadträtin in Leipzig.

## Leben
Steiner wuchs in Leipzig-Hartmannsdorf bei ihrer alleinerziehenden Mutter und ihren Großeltern auf. Ihre Großeltern kamen aus den Orten Bösdorf beziehungsweise Eythra, die sie wegen des Braunkohletagebaus verlassen mussten.
Nach dem Abitur 2008 am Johannes-Kepler-Gymnasium Leipzig absolvierte Steiner bis 2011 eine Ausbildung zur Gesundheits- und Krankenpflegerin am Carl-von-Basedow-Klinikum Merseburg. Anschließend arbeitete sie am Herzzentrum Leipzig.
Ab 2014 arbeitete sie kurzzeitig am Royal Bournemouth Hospital in der englischen Grafschaft Dorset, kehrte jedoch innerhalb weniger Monate nach Leipzig zurück, um ihr Stadtratsmandat wahrzunehmen.
Für die Stadtratswahl 2014 stellte die CDU Leipzig Steiner als parteilose Kandidatin auf Platz 6 ihrer Liste für Wahlbezirk 5 (Leipzig-Südwest) auf. Obwohl sie den direkten Einzug knapp verpasste, konnte sie für eine Kandidatin, die ihr Amt nicht antrat, in den Stadtrat nachrücken. 2015 trat sie in die CDU ein.
Ab Oktober 2015 studierte Steiner Humanmedizin an der Universität Leipzig. Im Jahr 2018 brach sie das Studium ab – nach ihren Angaben, um ihre Großmutter pflegen zu können – und arbeitet seither am Universitätsklinikum Leipzig auf der internistischen Intensivstation.
Zur Stadtratswahl 2019 wurde sie von der CDU im Wahlbezirk 5 auf dem ersten Listenplatz aufgestellt und wiedergewählt. Außerdem wurde sie Ortschaftsrätin der Ortsteile Hartmannsdorf, Knautnaundorf und Rehbach. Im Anschluss wurde sie durch den neugewählten Stadtrat zur Vorsitzenden des Fachausschusses Allgemeine Verwaltung gewählt.
Im selben Jahr wurde Steiner als Beisitzerin Vorstandsmitglied der sächsischen Frauen-Union.
2021 wurde sie Mitglied der Pflegegewerkschaft Bochumer Bund. Steiner ist Mitglied im Aufsichtsrat der Klinikum St. Georg gGmbH.
Bei der Bundestagswahl 2021 wurde Steiner von der CDU für den Wahlkreis Leipzig II (153) aufgestellt. Sie errang mit 16,5 % der Erststimmen das viertstärkste Ergebnis in diesem Wahlkreis. Mit Listenplatz 6 verpasste Steiner knapp den Einzug über die Landesliste der CDU Sachsen. Sie war jedoch erste Nachrückerin für den Fall, dass ein sächsischer CDU-Mandatsträger aus dem Bundestag ausgeschieden wäre.
Für den 34. Parteitag der CDU wurde Steiner 2022 von der Jungen Union für den Bundesvorstand der CDU nominiert. Am 22. Januar 2022 wurde sie mit 73,36 % der Stimmen der Delegierten in einem Online-Wahlverfahren gewählt. Im September 2024 wurde sie in den Bundesvorstand der Christlich-Demokratischen Arbeitnehmerschaft Deutschlands gewählt.
Zur Stadtratswahl 2024 trat Steiner erneut auf dem ersten Listenplatz der CDU im Wahlbezirk Südwest an. Ihr gelang der Wiedereinzug. Im Januar 2025 stellte der Stadtrat das Vorliegen eines wichtigen Grundes gemäß § 18 Abs. 1 SächsGemO bei Steiner fest, sodass ihre Mitgliedschaft im Stadtrat zum 15. Januar 2025 endete. Für sie rückte Marcus Mündlein nach.
Steiner ist seit 2023 verheiratet, Mutter von zwei Kindern (* 2022 und 2024) und lebt in Hartmannsdorf.

## Politische Positionen
Steiner setzt sich für eine stärkere Digitalisierung im Gesundheitssystem und bessere Arbeitnehmervertretung von Pflegepersonal und Therapeuten ein. Außerdem fordert sie die „Gleichberechtigung und Gleichstellung der Geschlechter“.